# Messa (Band)
Messa (italienisch Messe) ist eine 2014 gegründete Doom-Metal-Band.

## Geschichte

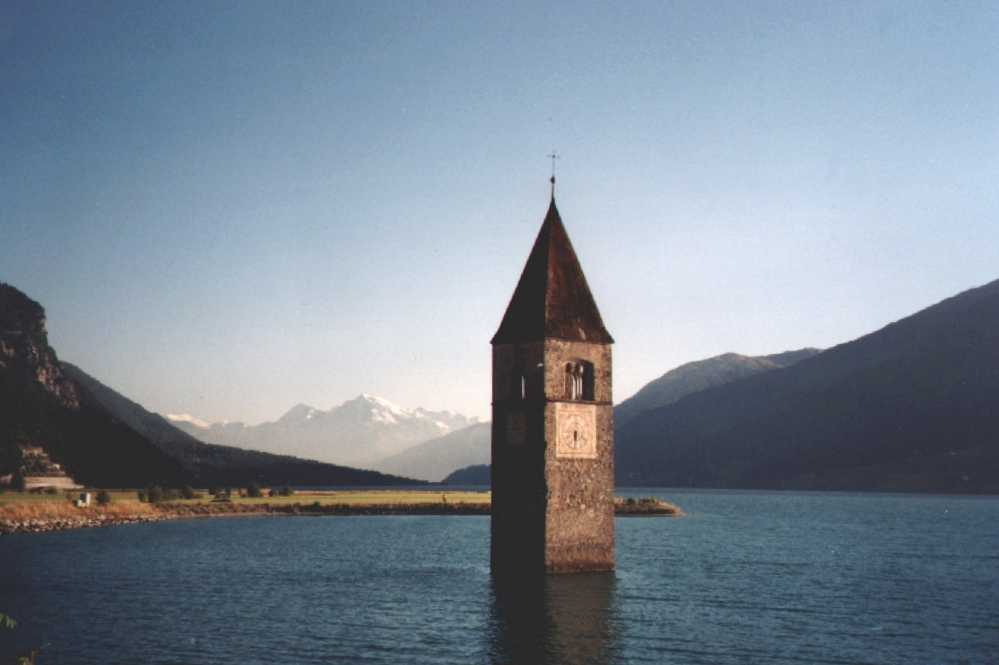
Eine Fotografie des im Reschensee stehenden Kirchturms ziert das Cover des Debüts von Messa Belfry

Messa wurde 2014 von dem Gitarristen und Bassisten Marco Zanin und der Sängerin Sara B. initiiert. Der Schlagzeuger Mistyr sowie der Gitarrist Alberto Piccolo stießen alsbald zur Gruppe. Innerhalb eines Jahres komponierte die Gruppe ihr Debütalbum, das binnen einer Woche weitestgehend direkt aufgenommen wurde. Lediglich der Gesang sowie die Soli wurden nachträglich aufgenommen. Das Belfry (englisch Glockenturm) benannte Debüt erschien 2016 zuerst im Selbstverlag und bald darauf über das italienische Label Aural Music.

„Für das Cover wählten wir den Glockenturm des Reschensees, weil er beeindruckend aussieht und eine verdammt interessante Geschichte hat, von der wir empfehlen, sich einmal damit zu befassen. Dann wird man schnell feststellen, dass es unserer Welt bestimmt ist, zusammenzubrechen.“

Das Debütalbum bescherte der Gruppe international überwiegend hohe Anerkennung. Diverse Rezensenten lobten die Gruppe für einen als innovativ, zukunftsweisend oder eigenständig wahrgenommenen Ansatz. Nach wenigen Auftritten und der Veröffentlichung der Single Enoch und einer Split-Single mit der deutschen Stoner-Doom-Band Breit nahm die Gruppe den Schreib- und Produktionsprozess für ein zweites Studioalbum auf. Nachdem die Stücke des Debüts im gemeinsamen Spiel entstanden waren, hatte die Band konkretere Vorstellungen für das nachfolgende Album, woraufhin der Schreibprozess strukturierter ablief und länger anhielt. Feast for Water erschien 2018 und wurde breit rezipiert. Die Besprechungen fielen in der Regel lobend und anerkennend aus. Feast for Water wurde als konsequente Weiterentwicklung des Debüts gerühmt und die Gruppe wurde erneut von Kritikern für ihre Eigenständigkeit gelobt. Nach der Veröffentlichung bestritt die Gruppe diverse internationale Auftritte, unter anderem beim Roadburn Festival, beim Desertfest und beim Hellfest sowie Tour- und Einzelauftritte in Europa und den Vereinigten Staaten.

## Stil
Die Musik von Messa wird dem Doom Metal zugeordnet. Für die Website Doom-Metal.com wird die von der Gruppe präsentierte Spielform als „roher, kalter und trostloser traditioneller Doom Metal mit einigen einzigartigen Einfällen und Wendungen“ beschrieben. Als Vergleiche und Einflüsse werden einerseits klassische Doom-Gruppen wie Windhand und Pentagram benannt, andererseits Bands wie Bathory oder Bohren & Der Club of Gore. Die Bandmitglieder bestätigen eine Vielzahl an Einflüssen, die zum Teil aus dem traditionellen Doom Metal stammen, zum Teil jedoch aus dem Black Metal und weiteren Musikrichtungen. Mitunter verweisen die Musiker auf Interpreten des Jazz. 

„Alberto, unser Gitarrist, kommt musikalisch aus dem Blues und Jazz, ist aber auch ein großer Fan des 70-er-Rock wie Uriah Heep, Black Sabbath, Melvins, Kyuss oder Graveyard. Rocco ist der Black-Metaller unter uns, Marco war schon immer dem Dark’n’Roll mit skandinavischen Einflüssen sehr zugetan und Sara hört so ziemlich alles Mögliche. Unterm Strich würden wir unsere Geschmäcker gerne an folgenden Namen festmachen: Urfaust, John Coltrane, Windhand und Chelsea Wolfe.“

Als größten gemeinsamen Einfluss beschreibt Bassist Zanin jedoch das von unter anderem Doom-Metal.com benannte Dark-Jazz-Projekt Bohren & der Club of Gore.

„We come from different fields and we have different tastes but at a certain point we discovered a band called Bohren & der Club of Gore. We all love that band so it was a super clear influence for us. We started from the love of that band and we put on the table everything we knew. That was the starting point.“

„Wir kommen aus verschiedenen Bereichen und haben ganz unterschiedliche Geschmäcker, aber irgendwann entdeckten wir eine Band namens Bohren & der Club of Gore. Wir alle lieben diese Band und sie hat eindeutig Einfluss auf uns. Wir sind von der Liebe zu dieser einen Band ausgegangen und haben alles, was wir wussten, auf den Tisch gelegt. Das war der Anfang.“

Die Musik der Gruppe wird diesen breiten Einflüssen entsprechend als „vielseitig und dennoch zusammenhängend“ beschrieben. Die Leadgitarre wird als „melodisch, bluesig und zeitweise eher progressive“ wahrgenommen. Das Tempo variiere dynamisch von „mürrisch-schleppenden Doom“ bis zu „Heavy-Metal-Höhepunkten“. Der Gesang präsentiere sich indes als „schwül, weiblich, angenehm und melancholisch“ klingend. Die Stücke wechseln derweil zwischen „unkomplizierten Metal und mysteriösen Drone und Ambient“.

## Rezeption
Belfry bedingte eine sprunghaft einsetzende Popularität der Band. Das Album wurde von Kritikern einhellig gelobt, mit populären Interpreten des Genres gleichgesetzt und zu einem der besten des Jahres erklärt. „Wie aus dem Nichts“ habe das Label Aural Music „eine Band aus dem Hut gezaubert, die mit einer nicht alltäglichen Musik“ zu überraschen wüsste schrieb Christian Wögerbauer für Vampster. Das Album sei „ein ganz klarer Meilenstein“ und eines an welchem sich Messa, ebenso wie „alle anderen Doom-Metal Bands auch“ zu messen hätten schrieb Alexander Prinz für das Silence-Magazine. Einhergehend mit solchem Lob wurde der Band eine erfolgreiche Zukunft im Genre, ebenso wie in der Metal-Szene insgesamt prognostiziert. So legte Sven Lattemann von Metal.de „jedem, der auch nur ein wenig Zuneigung zu okkultem Rock oder stimmungsvollem Doom verspürt, ein[en] Durchgang ans Herz“ und mutmaßte, dass es bei einem „sicher nicht bleiben“ würde. Die bisher zu der Veröffentlichung gänzlich unbekannte Band wäre durch Belfry „bald in aller Munde“ urteilte Steel Druhm für Angry Metal Guy, das Album erweise sich als „seltsam, einfallsreich, genial und vor allem höllisch eingängig.“ Und unter einer Fülle hochwertiger Veröffentlichungen im Doom Metal habe Messa’s Belfry „die Krone“ verdient, schrieb Eduardo de Fuentes für Decibel Geek.
Zum zweiten Album setzte sich das Lob für die Band fort. Ungeachtet „minimaler Schönheitsfehler“ gelänge es Messa mit Feast for Water „majestätisch den Kreis“ zu schließen und „praktisch alle Versprechen […], die Belfry gab“ einzulösen. Es sei schwerer zugänglich, jedoch in der Konsequenz besonders hörenswert. Meredith Schmiedeskamp, räumte eine notwendige Eingewöhnungszeit, aufgrund eines wenig intuitiven Songwritings, ein forderte die Leser des Rock Hard jedoch ausdrücklich dazu auf sich von dem Album „langfristig […] überzeugen“ zu lassen. Es benötige „ein paar Durchläufe, um mit dieser Platte eins zu werden, doch wenn man an diesem Punkt“ angelangt sei, wolle „man so schnell aus dieser Finsternis nicht mehr heraus“ schrieb Don Promillo über Feast for Water für das Silence Magazin

„‚Feast For Water‘ ist ein durchaus beeindruckendes und ziemlich interessantes Album, das mit seiner ausladend beklemmenden Stimmung und der ungewöhnlichen Kombination aus Doom und Darkjazz gefällt.“

Andreas Schiffmann schrieb für Musikreviews, dass es Messa mit Feast for Water sich in der Doom-Metal-Szene dauerhaft zu etablieren und das Genre mit einer weiteren „mögliche Deutungsart mit mehr oder weniger eklektischen Zutaten“ zu bereichern. Für Metal1.info urteilte Pascal Weber, dass Feast for Water Messa erneut als „eine unfassbar talentierte Gruppe […], die weiß, was sie tut“ zeige. Messa sei „ein überaus starkes Album gelungen, das den Hörer abholt, um ihn dann auf eine spannende Reise zu schicken.“ Dabei seien Elemente der Veröffentlichung, wie das Stück Tulsi „in dieser Form im Doom-Genre einzigartig“.

## Diskografie
- 2016: Belfry (Album, Aural Music)
- 2016: Enoch (Single, Aural Music)
- 2016: Messa/Breit (Split-Single mit Breit, Aural Music)
- 2018: Feast for Water (Album, Aural Music)
- 2018: The Planet of Doom – First Contact (Split-EP mit Slomatics, Vokonis und Mos Generator, Ripple Music)
- 2022: Close (Album, Aural Music)
- 2025: The Spin (Album)